# Jean-Claude Vergne
Jean-Claude Georges André Vergne (Parigi, 13 novembre 1938 – Douarnenez, 11 dicembre 2013) è stato un cestista francese.

## Carriera
Con la Francia ha disputato i campionati europei del 1961.